# 주준
주준(朱儁, ? ~ 195년)은 후한 말기의 관료로, 자는 공위(公偉)이며 양주 회계군 상우현(上虞縣) 사람이다.

## 생애
어려서 아버지를 여의었으나 어머니를 도와 비단 장사를 하여 생계를 이었다. 효성이 지극하고 의협심이 있었다. 현장에게 천거를 받아 군의 관리를 역임했고, 회계태수 윤단(尹端)에게서 주부(注簿)로 임명되었다.
희평 2년(173년), 윤단이 반란을 일으킨 허소(許昭)를 공격했다가 패하여 처형당하게 되었다. 주준은 남몰래 낙양(洛陽)으로 가서 조정 관리에게 뇌물을 주어 윤단이 죽음만은 면하게 했는데, 이 일을 누구에게도 말하지 않았다.
178년 1월, 교지(交趾)에서 소수민족들이 들고일어났으며 또 교지의 양룡(梁龍)이 남해태수 공지(孔芝)와 함께 반란을 일으켰다. 조정에서는 주준을 교지자사로 삼아 반란을 진압하게 했으며, 진압 후 간의대부(諫議大夫)가 되고 도정후(都亭侯)에 봉해졌다.
184년 황건적의 난이 일어나자 우중랑장(右中郞將)에 임명되어 진압에 나섰다. 처음에는 파재에게 패하였으나 이후 황보숭·조조와 함께 장사(長社)에서 대승을 거두었다. 이후 조정의 명령에 의해 황보숭과 갈라져 완성(宛城)에 있는 황건적을 토벌하게 되었다. 원래 이들은 장만성이 이끌고 있었으나 남양태수 진힐이 장만성을 죽이자 조홍을 새 우두머리로 받들고 저항을 계속했다.
주준은 6월부터 8월까지 공격을 계속했으나 성과를 거두지 못하자, 조정에서는 주준을 해임시키려 했다. 그러나 사공 장온이 주준을 두둔한 덕분에 토벌을 계속하여 조홍의 목을 벨 수 있었다. 이후 한충과 손하(孫夏)가 계속 완성을 점거하고 저항했으나, 모두 주준에게 토벌당했다. 이 공으로 광록대부에 임명되고 식읍 5천 호를 받았다.
185년 흑산적(黑山賊)의 수장인 장연이 조정에 귀순하고 평난중랑장(平難中郞將)으로 삼았다. 그러나 다시 무리들을 이끌고 낙양으로 향하자, 조정은 주준을 하내태수로 임명하고 흑산적을 격퇴하게 했다. 이 일이 성공한 후 성문교위(城門校尉) 겸 하남윤에 임명되었다.
동탁이 정권을 잡고 횡포를 부리자, 이에 반발한 제후들이 반동탁 연합군을 이끌고 일제히 공격해 왔다. 당황한 동탁이 장안으로 천도하려 하자 주준은 계속 반대했다. 그러나 동탁은 주준의 명성이 높았기 때문에 함부로 해치지 못하고 천도할 때 부상국(副相國)으로 삼아 데려가려 했다. 주준이 사양하자 낙양을 남겨 지키게 하고 장안으로 가 버렸다. 주준은 몰래 반동탁 연합군과 내통하다가 형주로 달아났는데, 동탁이 양의(楊懿)를 하남윤으로 삼자 낙양을 공격하여 양의를 물리쳤다. 낙양은 황폐해졌기 때문에 중모(中牟)로 옮겨가 주변에 동탁을 토벌하자고 청하여 도겸 등의 지원을 받았다. 그러나 뒤이어 동탁이 보낸 이각에게 패하였다.
192년 동탁이 살해당하고 이각이 정권을 잡자, 도겸은 주변 지역의 군사들을 모아 이각을 공격하고 헌제를 모셔오려 했다. 그러나 때마침 가후의 제안을 받아들인 이각이 벼슬을 내리고 주준을 조정으로 불러들이자, 도겸의 만류에도 불구하고 조정에서 변란이 일어난 틈을 타 뜻을 이룰 생각으로 장안에 갔다.
195년 이각과 곽사의 사이가 나빠져 장안성 안에서 계속 싸웠기 때문에 정세가 혼란스러워지자 헌제는 대사농 주준·태위 양표·사공 장희를 비롯한 대신들을 곽사에게 보내 이각과 정전할 것을 권했다. 그러나 곽사는 이들을 인질로 삼았으며, 이후 주준은 병이 생겨 죽었다.

## 같이 보기
- 삼국지 인물 목록